# Charlieu-Belmont Communauté
Die Charlieu-Belmont Communauté ist ein französischer Gemeindeverband mit Rechtsform einer Communauté de communes im Département Loire, dessen Verwaltungssitz sich in dem Ort Charlieu befindet. Er liegt in der nordöstlichen Ecke des Départements und umfasst einen Abschnitt des Loire-Tals unterhalb von Roanne zusammen mit den nach Osten hin bis auf rund 800 m ansteigenden Ausläufern des Zentralmassivs. Der Gemeindeverband besteht aus 25 Gemeinden und zählt 23.400 Einwohner (Stand 2022) auf einer Fläche von 279,91 km², sein Präsident ist Réné Valorge.

## Geschichte
Die Gründung der Communauté de communes in seiner aktuellen Form erfolgte am 11. Dezember 2012 als Fusion zweier vorangegangener Kommunalverbände, die beide jeweils seit Dezember 1993 bestanden. Diese waren:
- die Communauté de communes du Canton de Belmont-de-la-Loire mit neun Gemeinden rund um Belmont-de-la-Loire,
- die Communauté de communes du Pays de Charlieu mit Charlieu und 15 weiteren Gemeinden aus seiner Umgebung.

Der neu gegründete Verband hieß zuerst Communauté de Communes du pays de Charlieu Belmont und änderte seinen Namen im Oktober 2013 in  Charlieu-Belmont Communauté.

## Aufgaben
Zu den vorgeschriebenen Kompetenzen gehören die Entwicklung und Förderung wirtschaftlicher Aktivitäten und des Tourismus sowie die Raumplanung auf Basis eines Schéma de Cohérence Territoriale. Der Gemeindeverband bestimmt die Wohnungsbaupolitik. Er betreibt die Straßenmeisterei, die Abwasserentsorgung (teilweise), die Müllabfuhr und Müllentsorgung. Zusätzlich fördert der Verband Kultur- und Sportveranstaltungen.

## Mitgliedsgemeinden
Folgende 25 Gemeinden gehören der Charlieu-Belmont Communauté an:
| Gemeinde                    | Einwohner 1. Januar 2022 | Fläche km² | Dichte Einw./km² | Code INSEE | Postleitzahl |
| --------------------------- | ------------------------ | ---------- | ---------------- | ---------- | ------------ |
| Arcinges                    | 217                      | 3,44       | 63               | 42007      | 42460        |
| Belleroche                  | 313                      | 13,93      | 22               | 42014      | 42670        |
| Belmont-de-la-Loire         | 1.429                    | 23,71      | 60               | 42015      | 42670        |
| Boyer                       | 196                      | 5,18       | 38               | 42025      | 42460        |
| Briennon                    | 1.718                    | 23,84      | 72               | 42026      | 42720        |
| Chandon                     | 1.440                    | 12,38      | 116              | 42048      | 42190        |
| Charlieu                    | 3.703                    | 6,70       | 553              | 42052      | 42190        |
| Cuinzier                    | 705                      | 5,62       | 125              | 42079      | 42460        |
| Écoche                      | 515                      | 11,70      | 44               | 42086      | 42670        |
| Jarnosse                    | 397                      | 11,88      | 33               | 42112      | 42460        |
| La Bénisson-Dieu            | 425                      | 11,12      | 38               | 42016      | 42720        |
| La Gresle                   | 849                      | 14,75      | 58               | 42104      | 42460        |
| Le Cergne                   | 614                      | 5,93       | 104              | 42033      | 42460        |
| Maizilly                    | 322                      | 5,12       | 63               | 42131      | 42750        |
| Mars                        | 560                      | 12,03      | 47               | 42141      | 42750        |
| Nandax                      | 564                      | 8,03       | 70               | 42152      | 42720        |
| Pouilly-sous-Charlieu       | 2.584                    | 15,99      | 162              | 42177      | 42720        |
| Saint-Denis-de-Cabanne      | 1.252                    | 7,65       | 164              | 42215      | 42750        |
| Saint-Germain-la-Montagne   | 215                      | 12,54      | 17               | 42229      | 42670        |
| Saint-Hilaire-sous-Charlieu | 540                      | 13,51      | 40               | 42236      | 42190        |
| Saint-Nizier-sous-Charlieu  | 1.689                    | 12,83      | 132              | 42267      | 42190        |
| Saint-Pierre-la-Noaille     | 381                      | 7,21       | 53               | 42273      | 42190        |
| Sevelinges                  | 650                      | 8,19       | 79               | 42300      | 42460        |
| Villers                     | 599                      | 5,73       | 105              | 42333      | 42460        |
| Vougy                       | 1.523                    | 20,90      | 73               | 42338      | 42720        |
| Charlieu-Belmont Communauté | 23.400                   | 279,91     | 84               | –          | –            |